# 169 г. пр.н.е.
169 (сто шестдесет и девета) година преди новата ера (пр.н.е.) е година от доюлианския (Помпилийски) римски календар.

## Събития

### В Римската република
- Консули са Квинт Марций Филип (за II път) и Гней Сервилий Цепион. Цензори са Гай Клавдий Пулхер (за II път) и Тиберий Семпроний Гракх.
- Цензорът Гракх прави опит да ограничи регистрацията на повечето освободени роби.[1]
- По предложение на народния трибун Квинт Воконий и с поддръжката на Катон Стари е приет закона Lex Voconia, който определя правила за наследяването на имущество.[2]
- Умира Ений, който е считан за бащата на римската поезия.[1][3]

### На Балканите
- Илирийският цар Генций и Молосите от Епир се присъединяват към Персей Македонски в Третата македонска война.[2]
- Римска армия, ръководена от консула Филип, навлиза в Македония, но до решително сражение не се стига.

### В Азия
- Родос, Пергам и Витиния проявяват колебливост при подкрепата си на Рим.[2]
- Шеста сирийска война – Антиох IV Епифан нахлува в Египет, но не успява да завладее Александрия.[1][3]

## Починали
- Ений, бележит римски поет (роден ок. 239 г. пр.н.е.)
- Марк Клавдий Марцел (консул 183 пр.н.е.), римски политик
- Спурий Постумий Албин Павлул, римски политик